# بروك نيفين
بروك نيفين هي ممثلة كندية، ولدت في 22 ديسمبر 1982 بتورونتو في كندا.

## أعمال

### مسلسلات
- إن سي آي إس
- تشريح غراي
- ذا 4400
- كيف قابلت أمكما

## وصلات خارجية
- بروك نيفين على موقع IMDb (الإنجليزية)
- بروك نيفين على موقع ألو سيني (الفرنسية)
- بروك نيفين على موقع أول موفي (الإنجليزية)
- بروك نيفين على موقع إن إن دي بي (الإنجليزية)
- بروك نيفين على موقع قاعدة بيانات الفيلم (الإنجليزية)
- بروك نيفين على موقع كينوبويسك (الروسية)